# São José Esporte Clube
O São José Esporte Clube (acrônimo é SJEC) é um tradicional clube esportivo da cidade de São José dos Campos, na região do Vale do Paraíba, interior do estado de São Paulo. Foi fundado em 1933 como "Esporte Clube São José". Suas cores atuais são o azul anil, o amarelo-ouro e o branco.
Seu mascote é a águia, por isso é conhecido como "Águia do Vale.” Em 2025, disputará o Campeonato Paulista Série A2 e a Copa Paulista.

## História

### Nomes da instituição
- Esporte Clube São José - 1933 a 1975
- São José Esporte Clube - 1976 a 2002
- Esporte São José - 2003 a 2004
- São José Esporte Clube - desde 2005

### Fundação e era amadora - Esporte Clube São José
O estopim para a fundação do clube foi um desentendimento entre o esportista e diretor Galiano Alves, e seus companheiros de diretoria da Associação Esportiva São José, antigo clube da cidade. Galiano Alves convidara um jogador do DER (Departamento de Estradas e Rodagens), Nhô Luiz, para integrar a equipe da AESJ em um campeonato de futebol, mas ele acabou sendo desprezado. Chegou a realizar alguns treinos, mas não foi escalado no time principal nenhuma vez. Galiano Alves ficou magoado com a situação e demitiu-se da diretoria da Associação. Sua revolta o levou a procurar alguns amigos mais íntimos a fim de iniciar o trabalho para a fundação de um novo clube, uma agremiação social e esportiva para a cidade. Foi formada uma comissão de quatro esportistas da cidade: O próprio Galiano Alves, Victorio Pulga, Clementino de Oliveira e Pedro Salustiano de Faria. Estes deveriam tomar as primeiras providências para a organização de um novo clube. Após tais acontecimentos, foi fundado o Esporte Clube São José, no dia 13 de agosto de 1933. De um fato aparentemente irrelevante, acabou nascendo um grande time, o qual caberia mais tarde representar o futebol profissional da cidade de São José dos Campos. A sessão de fundação do Esporte Clube São José foi presidida por Galiano e secretariada por Carlos Belmiro dos Santos, num prédio da Rua Sebastião Hummel, região central da cidade, onde foi instalada a primeira sede do clube. Mais tarde o Esporte Clube São José mudou sua sede para a Rua XV de Novembro, nº175. Por proposta do próprio Galiano Alves, foram aprovadas as cores da camisa do Esporte Clube São José: preto e branco. Coube ao esportista joseense Danilo Monteiro, desenhar o distintivo. A primeira mensalidade cobrada dos associados foi de 2 mil réis. Na ocasião dois outros clubes da cidade fizeram fusão com o Esporte Clube São José: o Internacional Futebol Clube e o Klaxon Clube, este somente em 1938, por problemas financeiros. Durante 31 anos, o Esporte Clube São José dedicou-se, na maior parte, ao futebol amador e às suas promoções sociais. Tudo era feito com ordem, disciplina e amor pelo clube. Já nos gramados havia uma grande rivalidade com a Associação Esportiva São José, que anos mais tarde desativou o seu departamento de futebol para construir um clube poliesportivo.

### Futebol profissional - Esporte Clube São José
O Esporte Clube São José acabou entrando para o futebol profissional em 1957, disputando sua primeira temporada em competições oficiais no Campeonato Paulista - Segunda Divisão. Entretanto, foi a primeira e única participação durante um longo período, que durou até 1964, quando disputou a Segunda Divisão e foi campeão, conseguindo o acesso à Série A3 do ano seguinte. O primeiro gol do São José quando iniciou suas atividades profissionais na Segunda Divisão do campeonato estadual foi marcado por Pedro Bala, no dia 1 de maio de 1964, num jogo contra o Taubaté, que terminou empatado em 1 a 1, aliás essa foi a primeira partida disputada entre as duas equipes. Em 1965 disputando a Série A3, o clube obteve êxito, conquistou mais um título e, consequentemente, mais um acesso, agora para a Série A2 que disputou em 1966. Porém, o Esporte Clube São José esteve inscrito na competição apenas até o ano seguinte (1967), pois em 1968 o atual Estádio Martins Pereira começaria a ser construído, sacrificando o futebol profissional da cidade com o São José, que ficou dois anos desativados depois de pedir licença na Federação Paulista. Antes, o Formigão do Vale mandava seus jogos no estádio da Rua Antônio Saes, em um campo que também levava o nome "Martins Pereira". O estádio da Rua Antônio Saes tinha arquibancadas de madeira e capacidade para cerca de 5 mil torcedores. Posteriormente foi vendido para a construção do atual.
O São José voltou às atividades em 1970, e em 1972, a equipe foi  campeã da Série A2, em um empate fora de casa por  0 a 0 contra o Garça no segundo jogo da final, de forma dramática. O Esporte Clube São José sagrou-se campeão pois havia ganho o primeiro jogo por 3 a 0, no Martins Pereira, gols de Dandô, Xavier e Pedroso do Garça que marcou contra. Naquele ano não houve acesso para a Série A1, com a suspensão da Lei do Acesso, o que gerou protestos em São José dos Campos. A Federação Paulista só ofereceu uma taça e um prêmio em dinheiro, pois era isso o que previa o regulamento naquele ano.

### Mudança de nome

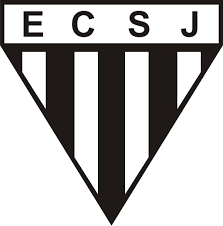
Símbolo do Esporte Clube São José, o Formigão do Vale

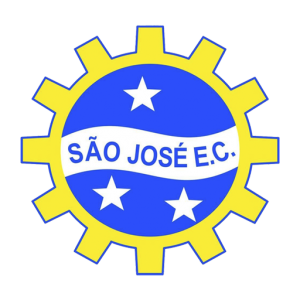
Símbolo do São José Esporte Clube, a Águia do Vale

Em 1976, houve um fato muito marcante na história do clube. Nesse mesmo ano, o nome da equipe foi alterado: o Esporte Clube São José passou a chamar-se São José Esporte Clube e mudou as cores de sua camisa em dezembro do mesmo ano. Passou a ter como cores oficiais o azul, o amarelo e o branco (cores da bandeira da cidade de São José dos Campos). Como a tradição não se muda, considera-se apenas uma saída estratégica, apenas para fugir das dívidas. A própria Federação Paulista de Futebol considera até o hoje a existência de um único clube, embora tenha sido elaborada uma nova Ata de fundação no dia 24 de dezembro de 1976. A nova fase começou com o presidente Altamirando Negrão Palma, e um novo conselho deliberativo formado por Sampson Rozemblat, José de Castro Coimbra, Pierino Rossi, Clair Aparecido Costa, Sérgio Weiss, João Reis Quaglia, Antonio Peneluppi, Idemauro Alves Palmeiras, Vicenzo Sciamarella, Délvio Buffulin, Pedro Moacir de Almeida, Antonio Pivatto, José Jorley do Amaral, Flávio Trunkl, Luiz Del’Chiaro, Luiz Roberto Porto, Pedro Celestino de Freitas, José Luiz de Almeida, Leopoldo Weiss e Nelson Martins Pereira. E ainda foram escolhidos dez conselheiros suplentes, a saber: Felipe Antônio Cury, Paulo José Simão, Rivadávia Alves Cardoso, Maurício Peneluppi, Cléber Wilson Córdoba Lima, Luiz Antonio Sabonge, Hélio Porgues, Hamilton do Nascimento Freitas, José Nicodemo e Ruberval Bastos.

### São José Esporte Clube
Em 1980, o São José Esporte Clube conquistou o título da Série A2, vencendo o Grêmio Catanduvense na final por 4 a 0 e passou à Série A1. O clube esteve na elite do futebol paulista por três anos, até 1983, e em 1984 não participou da competição - retornou ao futebol profissional no ano seguinte, novamente na Série A2. O São José levou mais três anos para conseguir voltar à elite. Em 1987, foi vice-campeão da Série A2 e chegou à Série A1, competição que participou de 1988 a 1993, quando foi rebaixado. De 1994 a 1996 esteve disputando a Série A2 do Campeonato Paulista, competição que credenciou o time novamente à Série A1 de 1997. No ano 2000, o clube foi mais uma vez rebaixado para a Série A2. Em 2003 o clube foi terceirizado e teve seu nome alterado para Esporte São José. No ano de 2004, o Esporte São José caiu para a Série A3, deixou a terceirização e voltou aos moldes tradicionais para atuar na temporada de 2005.  Em 2006  já com seu tradicional nome, o São José Esporte Clube conseguiu o vice-campeonato da Série A3 e voltou a disputar à A2 em 2007, divisão que permaneceu até  2014, quando foi rebaixado à Série A3. Disputou o terceiro escalão do futebol paulista em 2015 e 2016, quando foi rebaixado à Segunda Divisão, onde permaneceu até 2020. 
No ano de 2020, mesmo com os portões fechados, por conta das restrições de isolamento social, a Águia do Vale fez uma campanha histórica e conseguiu o acesso para a Série A3. Comandado por Ricardo Costa, conhecido como "O Rei do Acesso", o São José sagrou-se campeão da "Bezinha", como é conhecida a Segunda Divisão do Campeonato Paulista, e, depois de 4 temporadas, voltou para a terceira divisão. Além do acesso, o clube também conquistou o título da competição, quebrando um jejum de 24 anos. 
Na história deste clube, apelidado de "Águia do Vale", foram constantes as quedas e ascensões. A primeira vez que o São José teve a chance de estar entre os grandes foi em 1972, com a conquista da Série A2, mas naquele ano o título não dava direito ao acesso. O São José subiu mesmo para a elite do futebol paulista em 1981, após a conquista da Série A2 de 1980 sobre o Grêmio Catanduvense. Em 1981 foi finalista do 2º turno da Série A1. Nos anos seguintes foi rebaixado, e retornou ao primeiro escalão do futebol paulista em 1988. Obteve nesse ano o 4º lugar. O maior feito de sua história foi o vice-campeonato paulista da Série A1, obtido em 1989 – o São Paulo só foi campeão graças a um empate sem gols e uma vitória por 1 a 0 com um gol contra marcado pelo zagueiro André Luís. Nesse mesmo campeonato, o São José eliminou o Corinthians na semifinal por um placar de 3x0, com três gols do atacante Toni. Ainda em 1989, o clube foi vice-campeão Brasileiro da Série B, conquistando assim o direito de participar do tão sonhado Campeonato Brasileiro, em 1990.
O ano de 2023 foi o ano da virada para a equipe de São José dos Campos, isso ocorreu após o retorno do técnico Ricardo Costa após seis partidas sem vencer no campeonato paulista A3. Esta chegada foi essencial para que o clube engatasse uma sequência de ótimos resultados chegando à final do campeonato contra o Capivariano garantindo assim, seu retorno ao paulistão A2 em 2024.
Ainda no mesmo ano, a Águia do Vale disputou a Copa Paulista que garantia acesso à Copa do Brasil ou ao Campeonato Brasileiro da Série D para o vencedor. O clube recebeu um apoio muito forte da torcida com recordes de público para a Copa Paulista e embalado, chegou à final da competição. 
Diante da Portuguesa Santista, o São José perdeu o primeiro jogo por 1 a 0 e o segundo jogo, houve um empate em 2 a 2. Garantindo assim o segunda vice campeonato no ano e o título ao clube de Santos. 
Como a Portuguesa venceu a Copa Paulista pode escolher entregue as duas vagas e acabou optando por disputar a Copa do Brasil 2024. Deste modo, o São José ficou com a vaga do Campeonato Brasileiro Série D.

## Hino
Em 1978, Otávio Assis Fonseca Filho compôs o primeiro hino do São José Esporte Clube. A canção teve grande repercussão e foi muito tocada nas rádios de São José dos Campos. Um ano mais tarde, a Rádio Clube (atual Rádio Bandeirantes, AM 1120) anunciou um concurso para oficializar o hino do São José. Otávio Assis venceu o concurso. Em 1980, o hino conquistou de vez a torcida, que decorou a letra para comemorar a subida da Águia para a Série A1 do Campeonato Paulista.

## Escudos
O escudo atual foi inspirado no emblema da cidade de São José dos Campos: A engrenagem dourada simboliza a riqueza e desenvolvimento acelerado do Município. Os doze dentes presentes nela fazem referência ao entrosamento entre o estado e o Município. No interior da engrenagem, de forma concêntrica, um círculo azul faz referência a Bandeira Nacional. Este círculo é atravessado por uma faixa sinuosa em prata que representa o Rio Paraíba do Sul. Ao redor dessa faixa, se encontram três estrelas em prata que representam a cidade e seus dois distritos: Eugênio de Melo e São Francisco Xavier.
O primeiro escudo da história do São José foi o tradicional coração de cinco pontas com faixas pretas e brancas que apresentava em seu topo a sigla “ECSJ” em referência ao nome do clube na época: Esporte Clube São José. Foi desenhado pelo joseense Danilo Monteiro. O segundo símbolo (na foto, da esquerda para a direta) foi utilizado de forma breve (assim como o terceiro) logo após a mudança de nome do time, em 1976. Seu formato era de uma engrenagem de 19 dentes e, diferente dos emblemas seguintes, tinha a coloração azul como predominante. O terceiro é bem curioso, pois além de possuir contornos grossos e rudes com predominância da cor amarela, a engrenagem possuía somente 5 dentes. O quarto emblema é  bastante similar com o atual, a única diferença era a quantidade de dentes: 19!  Em 2003, com a terceirização e a mudança de nome repentina para Esporte São José, o símbolo mudou, trazendo uma águia ao seu centro e removendo a faixa branca. Todavia, em 2005 quando voltou a se chamar São José Esporte Clube, o tradicional e conhecido escudo voltou, tendo sido modernizado e utilizado uma engrenagem de 13 dentes em sua composição (como na bandeira da cidade).

## Mascotes
- Até 1976 o mascote do São José era a Formiga devido à quantidade enorme de formigas do tipo içá que voavam pela cidade. A Águia é o mascote oficial do São José desde 1978, na gestão do presidente Laerte Pinto da Cunha. Este animal foi escolhido pois é forte, aguerrido e luta até o fim contra todas as dificuldades. O valor simbólico que a força da ave representaria daquele momento em diante de sua história, motivou a diretoria da época a eleger tal animal como mascote.[5]

## Estádios

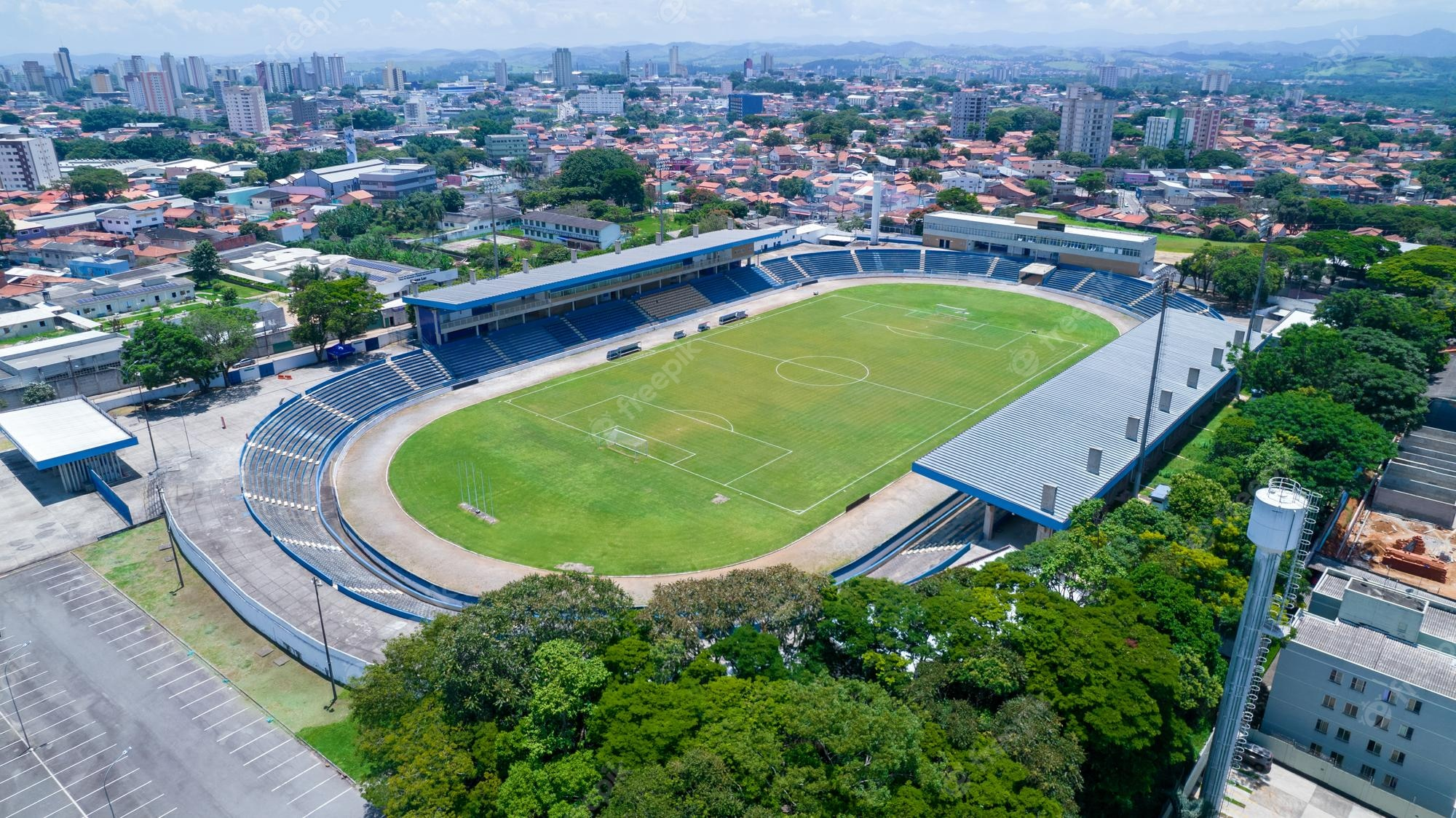
Vista aerea do Estádio Martins Pereira

O nome foi dado em homenagem aos irmãos Mário e Nelson Martins Pereira, presidentes do clube em 1940 a 1941 e 1953 a 1958, respectivamente.
O Estádio Martins Pereira, começou a ser construído em 1968, sacrificando o futebol profissional da cidade com o São José, que ficou dois anos desativados depois de pedir licença na Federação Paulista. Antes, o Formigão do Vale mandava seus jogos no estádio da Rua Antônio Saes, em um campo que também levava o nome "Martins Pereira". O estádio da Rua Antônio Saes tinha arquibancadas de madeira e capacidade para cerca de 5 mil torcedores. Posteriormente foi vendido para a construção do atual.
O atual Estádio Martins Pereira foi inaugurado no dia 15 de março de 1970, com o jogo amistoso entre Atlético Mineiro e Internacional, vencido pelo time mineiro por 1 a 0. O gol foi marcado por Dadá Maravilha, aos 29 minutos do primeiro tempo. Naquela época, o time da cidade ainda era o Esporte Clube São José, o "Formigão do Vale", de cores alvi-negras. A primeira partida do antigo “Formigão” em seu estádio foi contra o Nacional Atlético Clube de São Paulo, perdendo por 1 a 0, no dia 22 de março de 1970.
A primeira vitória só aconteceria uma semana depois, no dia 29 de março, contra o Saad Esporte Clube de São Caetano do Sul, por 2 a 1. O primeiro gol da equipe joseense foi marcado pelo meio-campista Dias. O estádio começou a ser construído em 1968, sacrificando o futebol profissional da cidade, que ficou dois anos desativados.
Antigamente, o "Formigão do Vale" mandava seus jogos no Estádio da Rua Antônio Saes, com arquibancadas de madeira e capacidade para cerca de 5 mil torcedores, e que foi vendido para a construção do novo estádio. O antigo estádio fica onde hoje se encontra o Templo da Igreja Universal do Reino de Deus, antes funcionava o hipermercado Jumbo Eletro.
O São José Esporte Clube, já com nova ata e novo estatuto, fez seu primeiro jogo oficial no Estádio Martins Pereira em janeiro de 1977, contra o São Paulo, empatando em 0 a 0, para um público de 4.074 espectadores.
O Estádio Martins Pereira tem capacidade para cerca de 16.500 pessoas. O recorde oficial de público no estádio foi de 22 mil pessoas, ocorrido em um jogo de 1987, entre o São José e São Paulo pelo Paulistão A1 daquele ano. Especula-se que esse recorde foi batido no jogo São José 1 x 1 São Paulo pelo Paulistão A1 de 1997. O jogo teve 19 mil pagantes e um público estimado de 5 mil pessoas que entraram de graça, o que daria um público de aproximadamente 24 mil pessoas. O estádio não pertence ao São José Esporte Clube, pois foi usado para pagar uma dívida do clube. Atualmente é de propriedade da URBAM (Urbanizadora Municipal), órgão ligado à Prefeitura Municipal de São José dos Campos.
Em 2023, a URBAM fez uma licitação para a concessão do estádio à iniciativa privada, e a empresa Gros Participações LTDA do Grupo Oscar (o mesmo que administra a SAF do São José Esporte Clube) foi a vencedora.
A empresa ofereceu o percentual de 11,7% do faturamento da receita bruta apurada mensalmente à Urbam. O valor mínimo era de 5%.
Tendo em vista o investimento previsto (que poderá alcançar R$ 1,2 milhão), a economia nos gastos (de R$ 32,5 milhões) e os pagamentos à Urbam (de R$ 14,6 milhões), o montante de arrecadação e investimentos poderá chegar a R$ 48,3 milhões em 25 anos.
Duas outras concorrentes (DBN Serviços Ltda. e ATN Locações e Serviços Sociedade Unipessoal Ltda.) participaram da sessão pública, cuja disputa foi acirrada com 24 rodadas de lances.

## Torcida

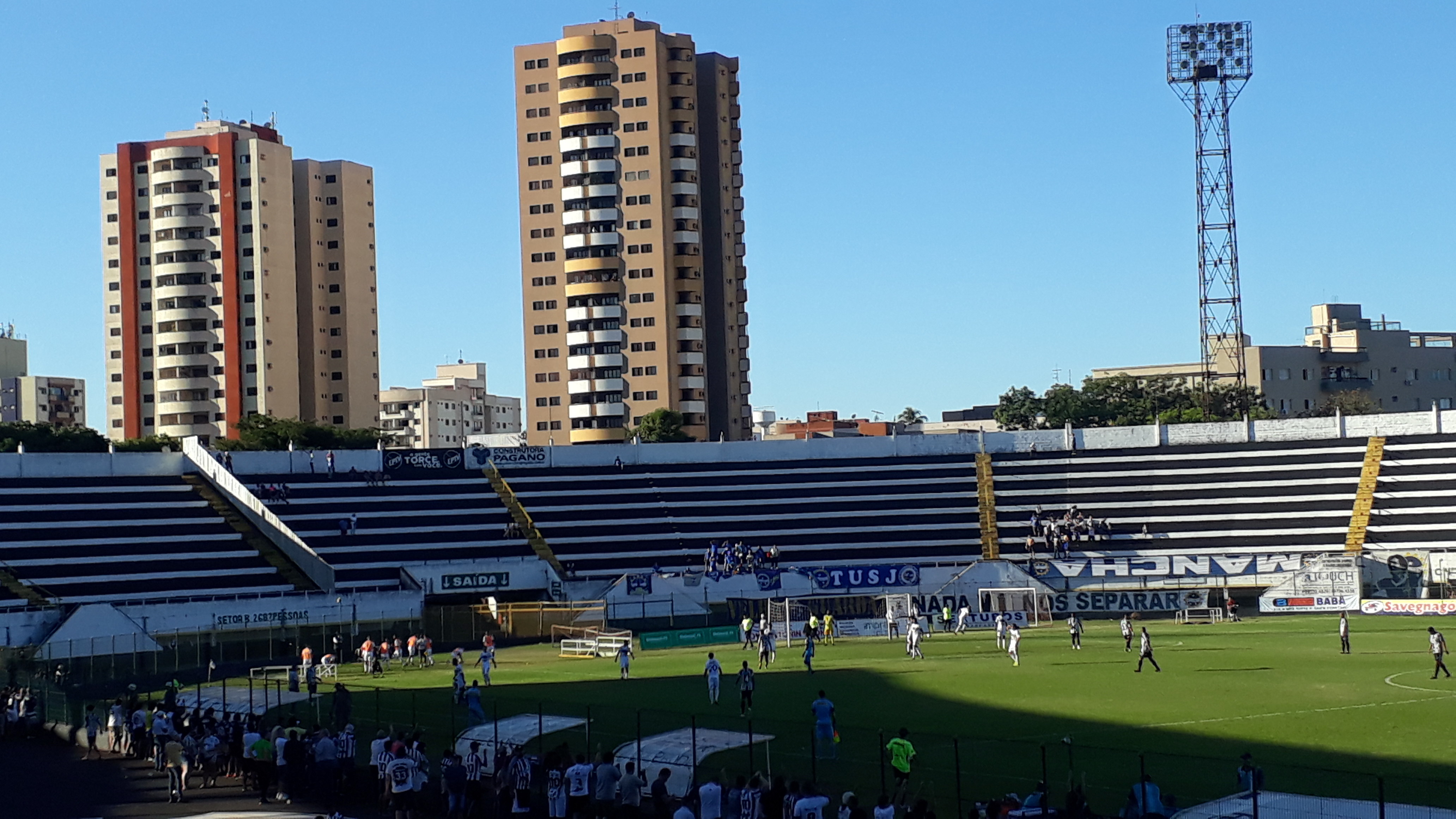
Torcidas Mancha Azul e TUSJ no Estádio do Comercial, em Ribeirão Preto.

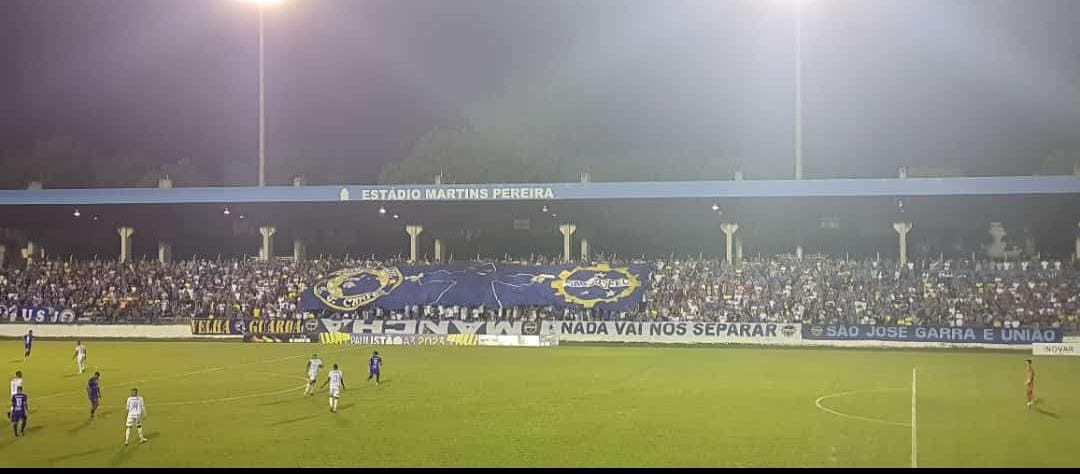
Mancha Azul e TUSJ no Martins Pereira

### Torcida Mancha Azul
Foi fundada em 1987, e conta com 1300 torcedores sócios e é a maior torcida organizada da região do Vale do Paraiba.

### Torcida Sangue Joseense
Fundada em 19 de maio de 2007, tinha como símbolo uma águia brava. Sua sede foi no bairro Jardim Motorama, em São José dos Campos. Em 18 de junho de 2017 funde-se com a TUSJ.

### Guerreiros da Águia
Foi criada em 11 de junho de 2007, e tem como símbolo o cantor Bob Marley.

### Torcida Uniformizada do São José
Fundada em 12 de abril de 2014, tem como símbolo o escudo do time por trás de uma águia. A data é simbólica para a torcida joseense, já que neste dia o São José Esporte Clube foi oficialmente rebaixado à terceira divisão estadual. Seu lema é "ESTAMOS JUNTOS!".

## Títulos
| ESTADUAIS | ESTADUAIS                  | ESTADUAIS | ESTADUAIS                 |
|           | Competição                 | Títulos   | Temporadas                |
| --------- | -------------------------- | --------- | ------------------------- |
|           | Série A2                   | 2         | 1972 e 1980               |
|           | Série A3                   | 1         | 1965                      |
|           | Série A4                   | 2         | 1964 e 2020               |
| REGIONAIS |                            |           |                           |
|           | Competição                 | Títulos   | Temporadas                |
|           | Torneio do Vale do Paraíba | 1         | 1967                      |
|           | Torneio Rui Dória          | 1         | 1966                      |
|           | Copa Vale do Paraíba       | 1         | 1996                      |
| TOTAL     |                            |           |                           |
|           | Competição                 | Títulos   | Temporadas                |
|           | Títulos oficiais           | 8         | 5 Estaduais e 3 Regionais |

### Campanhas de destaque
| DESTAQUES                       | DESTAQUES                  |
| Competição                      | Resultados                 |
| ------------------------------- | -------------------------- |
| Campeonato Paulista             | Vice-campeão (1989)        |
| Campeonato Paulista - Série A2  | Vice-campeão (1987 e 2000) |
| Campeonato Paulista - Série A3  | Vice-campeão (2006 e 2023) |
| Copa Paulista                   | Vice-campeão (2023)        |
| Campeonato Brasileiro - Série B | Vice-campeão (1989 )       |

| Aumento | Promovido à divisão superior |

## Principais acessos
Acesso ao Campeonato Brasileiro: 2 vezes (1981 e 1989).
 Acesso ao Campeonato Brasileiro Série B: 1988.
 Acesso ao Campeonato Brasileiro Série D: 2023.
   Acesso ao Campeonato Paulista Série A1: 3 vezes (1980, 1987 e 1996).
   Acesso ao Campeonato Paulista Série A2: 3 vezes (1965, 2006 e 2023).
   Acesso ao Campeonato Paulista Série A3: 2 vezes (1964 e 2020).

## Temporadas
Legenda:
| Campeão Vice-campeão Eliminado nas semifinais | Campeão e promovido à divisão superior Vice-campeão e/ou promovido à divisão superior Rebaixado à divisão inferior | Classificado à fase de grupos da Copa Libertadores Classificado à fase preliminar da Copa Libertadores Classificado à Copa Sul-Americana Campeão do Campeonato do Interior |

## Estatísticas

### Participações
|  | Participações em 2025 |

| Competição | Competição            | Temporadas | Melhor campanha       | Estreia | Última | A | R |
| São Paulo  | Campeonato Paulista   | 12         | Vice-campeão (1989)   | 1981    | 1999   |   | 3 |
| São Paulo  | Série A2              | 33         | Campeão (1972 e 1980) | 1966    | 2025   | 3 | 2 |
| São Paulo  | Série A3              | 8          | Campeão (1965)        | 1957    | 2023   | 2 | 1 |
| São Paulo  | Série A4              | 5          | Campeão (1964 e 2020) | 1964    | 2020   | 2 | – |
| São Paulo  | Copa Paulista         | 12         | Vice-campeão (2023)   | 1999    | 2025   |   |   |
| Brasil     | Campeonato Brasileiro | 2          | 12º colocado (1982)   | 1982    | 1990   |   | 1 |
| Brasil     | Série B               | 3          | Vice-campeão (1989)   | 1989    | 1992   | 1 | – |
| Brasil     | Série C               | 2          | 33º colocado (1997)   | 1997    | 2000   | – | – |
| Brasil     | Série D               | 1          | 51º colocado (2024)   | 2024    | 2024   | – |   |
| Brasil     | Copa do Brasil        | 1          | 1ª fase (1990)        | 1990    | 1990   |   |   |

## Técnicos ídolos
- Diede Lameiro (1964-1967), (1970-1971), (1970) e (2001)

Diede foi jogador de basquete do São Carlos Clube e após encerrar sua carreira, virou treinador do São José Basketball. Vitorioso, foi convidado a assumir o cargo de técnico do Formigão do Vale. Mesmo com uma mudança de modalidade, Lameiro fez  grandes façanhas conquistando títulos e acessos.  Foi o técnico que mais dirigiu a equipe do São José:  231 jogos.
Principais conquistas:
 Campeonato Paulista Segunda Divisão de 1964
 Campeonato Paulista A3 de 1965
Torneio Rui Dória de 1966
Torneio do Vale do Paraíba de 1967
- Jorge Pinto de Souza (1957), (1964), (1972), (1974) e (1977)

Foi o treinador campeão do Campeonato Paulista A2 de 1972, equipe que viajou mais de 500 km para enfrentar o Garça Futebol Clube na final do  torneio. O campeonato foi conquistado, mas não o direito de disputar a Campeonato Paulista de 1973 do ano seguinte, por conta da suspensão da Lei do Acesso. Comandou o São José em 88 jogos, ao todo.
Principais conquistas:
 Campeonato Paulista A2 de 1972
- Filpo Núñez (1977), (1979) e (1985)

O argentino, bastante reconhecido no cenário nacional, chegou ao São José na metade do ano. Em pouco tempo de clube, Filpo ajeitou a equipe que seria vice-campeã do campeonato paulista A2 de 1977 ao final da temporada. Deixou a Águia no final do ano. Retornou em 1979 para disputa do Campeonato Paulista A2 de 1979. Saiu novamente, no início de 1980.
Em 1985 houve registro de que esteve, em um período curto, dirigindo o Azulão do Vale. Não houve mais informações sobre esse período de trabalho Ao todo, comandou o Azulão do Vale em 62 jogos.
Principais conquistas:
Vice-campeonato Paulista A2 de 1977
- Henrique Passos  (1977) e (1980)

Foi técnico da conquista do Campeonato Paulista A2 de 1980, que garantiu a primeira participação da Águia no Campeonato Paulista A1 de 1981. Ao todo, comandou o São José em 53 jogos.
Principais conquistas:
 Campeonato Paulista A2 de 1980
Acesso ao Campeonato Paulista de 1981
- Vail Mota (1987) e (1988)

Foi vice-campeão Campeonato Paulista A2 de 1987 com o São José, conquistando também o acesso ao Campeonato Paulista A1 de 1988. Ficou invicto praticamente toda a temporada.
Principais conquistas:
Vice-campeonato Paulista A2 de 1987.
Acesso ao Campeonato Paulista A1 de 1988.
- Émerson Leão (1988) e (1990)

Foi o treinador do São José na ótima campanha do Campeonato Paulista A1 de 1988. Retornou em 1990, mas acabou pedindo demissão na 13º rodada do Campeonato Paulista de 1990. Comandou a Águia em 44 jogos.
- Admir Mello (1985-1986), (1989), (1990), (1993), (1998), (1999) e (2002)

Foi o técnico da equipe vice-campeã do Campeonato Paulista A1 em 1989. Teve uma breve saída e ainda em 1990 voltou “com o bonde andando” no Campeonato Brasileiro de 1990. No geral, dirigiu a equipe em 88 partidas, conquistando 31 vitórias, 25 empates e 32 derrotas.
Principais conquistas:
Vice-campeonato Paulista A1 de 1989
- Paulo Emílio (1989)

Foi o técnico que comandou a Águia vice-campeã do Campeonato Brasileiro Série B de 1989 (e promovida ao Campeonato Brasileiro de 1990). Ao todo no campeonato, conquistou 5 vitórias, 10 empates e 4 derrotas.
Principais conquistas:
Vice-campeonato Brasileiro Série B de 1989
Acesso ao Campeonato Brasileiro de 1990
- Afrânio Riul (1996)

Foi um dos técnicos da temporada. Afrânio rapidamente se adaptou ao clube e ajudou na montagem do elenco que mais tarde conquistaria o acesso ao Campeonato Paulista A1 de 1997. Morreu antes de ver seu time promovido, vítima de um acidente automobilístico em  14 de julho de 1996.
Principais conquistas:
Acesso ao Campeonato Paulista A1 de 1997.
- Gilson Nunes (1986)

Assumiu a vaga de Afrânio Riul e terminou a temporada, conquistando o acesso ao Campeonato Paulista A1 de 1997.
Principais conquistas:
Acesso ao Campeonato Paulista A1 de 1997.
- Marião (1993), (2000) e (2006)

Mário Gomes Amado “Marião” juntamente com sua equipe, fez uma campanha consistente no Campeonato Paulista A3 de 2006 chegando a final do campeonato. O time foi coroado com o vice-campeonato e o acesso ao Campeonato Paulista A2 de 2007.
Principais conquistas:
Vice-campeonato Paulista A3 de 2006
Acesso ao Campeonato Paulista A2 de 2007
- Ricardo César Costa (2018), (2020-2021) e (2023-2024)

Técnico campeão da Campeonato Paulista Segunda Divisão 2020 que garantiu o retorno do clube para o Campeonato Paulista A3 de 2021. O treinador soma mais de 50 jogos pela Águia.
No ano de 2023, foi o técnico resposável pelo acesso do clube de volta ao Campeonato Paulista de Futebol - Série A2 em 2024, além da conquista da vaga para disputar do Campeonato Brasileiro de Futebol de 2024 - Série D 2024, marcando o retorno do clube em campeonatos nacionais depois de 20 anos.
Principais conquistas:
 Campeonato Paulista Segunda Divisão 2020
Acesso ao Campeonato Paulista A2 de 2024

## Jogadores ídolos

### Ídolos do Formigão do Vale
- Dias (1964-1971)

Luis Pereira Dias entrou para a história do São José ao marcar o primeiro gol do clube na então nova casa, o Estádio Martins Pereira, no dia 29 de março de 1970, em uma partida amistosa contra o Saad Esporte Clube. Ao todo, disputou 71 jogos com a camisa listrada e marcou 13 gols.
Principais conquistas:
 Campeonato Paulista Segunda Divisão de 1964
Acesso ao Campeonato Paulista A3 de 1965.
 Campeonato Paulista A3 de 1965
Acesso ao Campeonato Paulista A2 de 1966
Torneio Rui Dória em 1966
Torneio do Vale do Paraíba de 1967
- Zé Luís (1964-1966)

José Luís Dos Santos é um dos maiores artilheiros da história do clube, com 54 gols marcados.
Principais conquistas:
 Campeonato Paulista Segunda Divisão de 1964
Acesso ao Campeonato Paulista A3 de 1965.
 Campeonato Paulista A3 de 1965
Acesso ao Campeonato Paulista A2 de 1966
Torneio Rui Dória em 1966
- Sérgio Valentim (1964-1965)

Ficou conhecido como “São Sérgio” pelas defesas monumentais que aplicava. Foi o herói joseense na final do Campeonato Paulista Segunda Divisão de 1964 contra o Fernandópolis, fazendo defesas milagrosas e defendendo um pênalti. Após o Formigão, teve diversas passagens pela Seleção Brasileira.
Principais conquistas:
 Campeonato Paulista Segunda Divisão de 1964
Acesso ao Campeonato Paulista A3 de 1965.
 Campeonato Paulista A3 de 1965
Torneio Rui Dória de 1966
- Emerson Leão (1963-1967)

Considerado um dos maiores goleiros da história do futebol, Leão foi cria da base do São José. Chegou ao Formigão do Vale aos 14 anos de idade. O maior título de sua carreira foi a Copa do Mundo de 1970 pela Seleção Brasileira.
Principais conquistas:
Torneio Rui Dória de 1966
Torneio do Vale do Paraíba de 1967
- Edison Mug (1967), (1970), (1971) e (1987)

Edison, o "Mug" se profissionalizou no ECSJ em 1967 e conquistou o Torneio do Vale do Paraíba neste mesmo ano, substituindo o seu companheiro Emerson Leão na reta final. Em 1987, conquistou o acesso ao Campeonato Paulista de 1988 junto ao time.
Principais conquistas:
Torneio do Vale do Paraíba de 1967
Acesso ao Campeonato Paulista de 1988

- Lance (1967)

Ernesto Luís Lance foi revelado pelo Formigão do Vale juntamente ao companheiro de time na época, Emerson Leão. Ambos se tornaram grandes jogadores do cenário nacional. Foi campeão do Torneio do Vale do Paraíba, em 1967.
Principais conquistas:
Torneio do Vale do Paraíba de 1967

### Ídolos da Águia do Vale
- Darcy (1979-1981) e (1984)

Foi peça crucial na zaga joseense na conquista do Campeonato Paulista Série A2 de 1980.
Principais conquistas:
 Campeonato Paulista A2 de 1980
Acesso ao Campeonato Paulista A1 de 1981
Acesso ao Campeonato Brasileiro de 1982
- Ademir Gonçalves (1979-1982)

Ademir foi inicialmente ao lado de Darcy, o pilar da zaga joseense de 1979 a 1981. Em 1982, fez parte de um grande trio de zagueiros da época, ao lado de Walter Passarinho e Beto Fuscão.
Principais conquistas:
 Campeonato Paulista A2 de 1980
Acesso ao Campeonato Paulista A1 de 1981
Acesso ao Campeonato Brasileiro de 1982
- Walter Passarinho (1979-1983)

Walter Roberto Cosenzo “Passarinho” tinha muita imposição física e eficiência em seus desarmes. Em 1979, foi o “reserva de luxo” de Darcy e Ademir na zaga do Azulão. Tornou-se titular em 1980, com o deslocamento de Darcy a lateral direita.
Principais conquistas:
 Campeonato Paulista A2 de 1980
Acesso ao Campeonato Paulista A1 de 1981
Acesso ao Campeonato Brasileiro de 1982
- Tião Marino (1979-1983)

Sebastião Marino Neto “Tião Marino” é o maior ídolo e artilheiro da história do São José, com 82 gols marcados em 224 jogos, além de ser o maior artilheiro do Estádio Municipal Martins Pereira e o único a marcar 5 gols em uma única partida, contra o Jabaquara Atlético Clube, em 9 de setembro de 1980.
Com a camisa da Águia foi, juntamente com Edinho e Nenê (seus companheiros de ataque) o craque da conquista do Campeonato Paulista A2 de 1980 (conquista que deu o direito ao São José de disputar o Campeonato Paulista de 1981 pela primeira vez na história). Fez parte do grupo que realizou uma excelente campanha  no Campeonato Paulista de 1981, ficando a frente de grandes times e garantindo uma vaga para a disputa do Campeonato Brasileiro de 1982 .
Principais conquistas:
 Campeonato Paulista A2 de 1980
Acesso ao Campeonato Paulista de 1981
Acesso ao Campeonato Brasileiro de 1982

- Edinho (1979-1983)

Edson Cláudio Peixoto “Edinho” teve o auge da sua carreira no São José ao lado de Tião Marino e Nenê. Com os mesmos, foi destaque no Paulista A2 de 1980, Campeonato Paulista de 1981 e no Campeonato Brasileiro de 1982.
Principais conquistas:
 Campeonato Paulista A2 de 1980
Acesso ao Campeonato Paulista de 1981
Acesso ao Campeonato Brasileiro de 1982
- Tata (1979-1983), (1985), (1987) e (1988)

Mário Felipe Peres “Tata” foi crucial em cada ano que passou pelo clube joseense, sendo titular na maior parte dos jogos. Tata sempre revezava com Tião Marino o posto de artilheiro do São José. Foi o goleador máximo do São José no Campeonato Paulista de 1982 e no Campeonato Paulista de 1982.
Principais conquistas:
 Campeonato Paulista A2 de 1980
Acesso ao Campeonato Paulista de 1981
Acesso ao Campeonato Brasileiro de 1982
Acesso ao Campeonato Paulista de 1988

- Nenê (1980-1983)

Éderson José Martins “Nenê Guanxuma” é um dos maiores artilheiros da história do São José, com 40 gols em 252 jogos. Fez parte do trio: Tião, Nenê e Edinho. Foi um dos destaques da conquista do Paulista A2 de 1980, na campanha do Campeonato Paulista de 1981 e no Campeonato Brasileiro de 1982.
Principais conquistas:
 Campeonato Paulista A2 de 1980
Acesso ao Campeonato Paulista de 1981
Acesso ao Campeonato Brasileiro de 1982

- Admir Mello (1979-1986)

Admir se destacava pela boa marcação, técnica e saída de bola. Ficou marcado por ser uma das peças fundamentais da Águia do Vale no título doCampeonato Paulista Série A2 de 1980. Vestiu a camisa do São José em 254 jogos e marcou 16 gols.
Principais conquistas:
 Campeonato Paulista A2 de 1980
Acesso ao Campeonato Paulista de 1981
Acesso ao Campeonato Brasileiro de 1982

- Sóter (1981-1982)

Sotér foi por dois anos o lateral direito titular do São José, revezando poucas vezes com Jabu, seu companheiro de posição. Sempre chamou a atenção de grandes clubes no cenário nacional. Fez parte da vitoriosa equipe do Campeonato Paulista de 1981.
Principais conquistas:
Acesso ao Campeonato Brasileiro de 1982
- Gerson Andreotti (1981-1983)

Foi um dos pilares da equipe joseense no ano de 1981 e 1982, sendo o jogador com mais partidas. Fez parte da vitoriosa equipe do Campeonato Paulista de 1981. Em 1983 teve uma breve saída ao Clube Atlético Juventus, mas logo retornou.
Principais conquistas:
Acesso ao Campeonato Brasileiro de 1982
- Beto Fuscão (1981-1983)

Rigoberto Costa “Beto Fuscão” desde quando chegou foi o grande destaque da zaga joseense, ajudando o clube no Campeonato Paulista de 1981 a garantir a vaga para o Campeonato Brasileiro de 1982. Beto é muito respeitado no cénario futebolístico nacional.
Principais conquistas:
Acesso ao Campeonato Brasileiro de 1982
- Tita (1989-1991)

Washington Luis Casemiro “Tita” foi um dos pilares time de 1989, sendo um dos artilheiros do São José no Campeonato Paulista de 1989 e do  Brasileiro Série B de 1989, competições essas que conquistou o vice-campeonato.
Principais conquistas:
Vice-campeonato Paulista de 1989
Vice-campeonato Brasileiro Série B de 1989
Acesso ao Campeonato Brasileiro de 1990

- Luiz Henrique (1989-1990)

Em 1989 iniciou como reserva no Campeonato Paulista de 1989, mas após a contusão de Rafael (o goleiro titular) e uma excelente partida em sua estreia (defendendo dois pênaltis do tricolor) não saiu mais debaixo das traves joseenses até 1990.
Principais conquistas:
Vice-campeonato Paulista de 1989
Vice-campeonato Brasileiro Série B de 1989
Acesso ao Campeonato Brasileiro de 1990

- Vander Luiz (1989-1991)

Vander pertencia ao Fluminense e veio jogar no Azulão do Vale até o término do Campeonato Paulista de 1989, posteriormente voltando ao Tricolor das Laranjeiras. Em 1990 durante o Campeonato Paulista de 1990, fechou um novo contrato com a Águia. Saiu em 1991
Foi o vice-artilheiro do São José no Campeonato Paulista de 1989 com 5 gols, e o 2º jogador com mais partidas nos campeonatos de Campeonato Paulista de 1989 e Campeonato Paulista de 1990.
Principais conquistas:
Vice-campeonato Paulista de 1989
- Toni (1989) e (1994)

Antônio José Gomes de Matos “Toni” participou do melhor time da história do São José. O jogador foi artilheiro dessa espetacular edição do Campeonato Paulista de 1989, com 13 gols. Entrou para a história do clube quando marcou os três gols da semifinal contra o Corinthians, eliminando o clube de Itaquera e garantindo a vaga para a disputa da grande final contra o São Paulo.
Saiu após o Campeonato Paulista de 1989, quando foi negociado com o Valencia Club de Fútbol durante uma série de excursões da Águia na Espanha.
Principais conquistas:
Vice-campeonato Paulista de 1989
- Roque Júnior (1994-1995)

Reconhecido internacionalmente, Roque disputou o Campeonato Paulista A2 de 1994 e Campeonato Paulista A2 de 1995. Destacou-se rapidamente e posteriormente, foi contratado pelo Palmeiras. Foi campeão da Copa do Mundo em 2002 com a Seleção Brasileira, sendo esse seu mais importante título da carreira.
- Silva Maravilha (1990–1997)

Cidiclei Marques da Silva, o "Silva Maravilha" chegou ao São José EC em 1990 e jogou 8 temporadas pelo clube, totalizando 147 partidas e 43 gols. Foi campeão da Copa Vale do Paraíba de 1996, sendo o destaque na competição, além de ter sido artilheiro do time que conseguiu o último acesso do clube ao Campeonato Paulista de Futebol, no Campeonato Paulista de 1996.
Principais conquistas:
Acesso ao Campeonato Paulista de 1997
- Renato Santiago (2002), (2008-2012)

Renato Camargo Santiago “Santiagol” chegou em 2002 e logo se destacou, sendo o artilheiro da Águia no Campeonato Paulista A2 de 2002.  Retornou ao clube em 2008, ano em que ganhou o apelido “Santiagol”.
Em 2012, marcou o único gol da partida entre São José e Penapolense que livrou a Águia do rebaixamento. Renato é e um dos maiores artilheiros da história do São José, com 32 gols em 65 jogos.

## Presidentes
Segue a lista completa dos presidentes do clube:
| - 1933 e 1934 - Galiano Alves - 1935 - Mario Cezare Porto - 1935 a 1940 - Renato Becker - 1940 e 1941 - Mario Martins Pereira - 1941 e 1942 - Gilberto Cará - 1942 - Fausto Santos Bandeira - 1942 e 1943 - José Matarazzo - 1943 - Higino Leonel Filho - 1944 - José Matarazzo - 1945 a 1948 - Walter Monteiro Becker - 1948 - José Ferze Tau - 1949 - Antonio Nunes de Paula - 1950 - José Ferze Tau - 1951 - Amim Simão - 1952 e 1953 - Danilo Monteiro - 1953 - Pedro Moacyr de Almeida - 1953 a 1958 - Nelson Martins Pereira - 1959 - Benedito Matarazzo - 1959 - Benedito Mello - 1960 a 1962 - Aurélio Monteiro de Barros - 1963 - Benedito Mello - 1964 - Emílio Servija Martins - 1964 a 1971 - Mario Ottoboni - 1971 - Possidônio José de Freitas - 1971 - Argemiro Parizzoto de Souza - 1971 e 1972 - José de Castro Coimbra - 1972 a 1975 - Fauze Métene - 1975 - João Lopes Moreno | - 1975 e 1976 - Carlos Ferraz do Amaral - 1976 a 1978 - Altamirando Negrão Palma - 1979 e 1980 - Laerte Pinto da Cunha - 1981 a 1984 - Augustin Soliva - 1984 a 1986 - Wilson Renato de Lima - 1987 a 1990 - Pedro Yves Simão - 1991 e 1992 - José Pedro Dominicalli - 1993 a 1996 - Henrique Ferro - 1997 - Lindonice de Brito - 1997 e 1998 - Carlos Correia Lorusso - 1998 - Arnaldo Pardal - 1998 - José Francisco de Freitas - 1999 - Cláudio Santiago - 2000 - Manoel Bueno - 2001 - José Luis Carvalho de Almeida - 2001 e 2002 - Pedro Yves Simão - 2002 e 2003 - José Maria de Oliveira - 2003 e 2004 - Benevides Ferneda, o "Geléia" - 2005 a 2007 - Wilson Renato de Lima - 2008 a 2010 - Hélio de Souza Fontes - 2010 a 2012 - Robertinho (da Padaria) - 2012 - Celso Carlos Monteiro (interino) - 2012 e 2013 - Robertinho (da Padaria) - 2013 a 2016 - Benevides Ferneda, o "Geléia" - 2017 a 2019 - Adilson José da Silva - 2020 a 2023 - Celso Carlos Monteiro - 2023 a 2025 - Celso Carlos Monteiro |

## Rivalidades
Os tradicionais rivais da Águia do Vale são o Esporte Clube Taubaté, a Esportiva de Guaratinguetá e a Associação Esportiva São José. O maior rival do São José é o Esporte Clube Taubaté, da cidade de Taubaté, também no Vale do Paraíba. Essa rivalidade se arrasta desde o dia 1 de maio de 1964, quando as duas equipes se enfrentaram em um jogo amistoso na cidade de São José dos Campos. Nessa ocasião, o “Clássico do Vale” terminou empatado em 1 a 1, gols de Pedro Bala para o São José e Diango para o Taubaté. Para essa partida o São José entrou em campo com: Sérgio; Baiano (Paulo Roque), Pereira e Teixeira; Carlinhos e Luis Carlos (Miltinho); Itajubá (Bicudo), Pedro Bala, Cappellotto (Marciano), Nivaldo e Valdir, o técnico era Oswaldo Ricardo. Ainda em 1964, as duas equipes disputaram mais dois amistosos. No ano seguinte, foram dois jogos pelo Torneio do Vale do Paraíba e mais dois amistosos terminados em empate: 2 a 2 e 1 a 1, respectivamente. A primeira vitória da Águia do Vale sobre o Burro da Central, como é conhecido o Taubaté, aconteceu somente em 1966, no Torneio Rui Dória, vitória por 1 a 0, no dia 19 de março.
Histórico de São José x Taubaté
| #  | Data                    | Cidade              | São José | x | Taubaté | Campeonato                     | SJEC | E  | ECT |
| -- | ----------------------- | ------------------- | -------- | - | ------- | ------------------------------ | ---- | -- | --- |
| 1  | 1 de maio de 1964       | São José dos Campos | 1        | x | 1       | Amistoso                       | 0    | 1  | 0   |
| 2  | 21 de junho de 1964     | São José dos Campos | 0        | x | 2       | Amistoso                       | 0    | 1  | 1   |
| 3  | 22 de novembro de 1964  | São José dos Campos | 0        | x | 1       | Amistoso                       | 0    | 1  | 2   |
| 4  | 25 de março de 1965     | Taubaté             | 0        | x | 3       | Torneio do Vale                | 0    | 1  | 3   |
| 5  | 26 de maio de 1965      | São José dos Campos | 0        | x | 3       | Torneio do Vale                | 0    | 1  | 4   |
| 6  | 20 de novembro de 1965  | São José dos Campos | 2        | x | 2       | Amistoso                       | 0    | 2  | 4   |
| 7  | 24 de novembro de 1965  | Taubaté             | 1        | x | 1       | Amistoso                       | 0    | 3  | 4   |
| 8  | 19 de março de 1966     | São José dos Campos | 1        | x | 0       | Torneio Rui Doria              | 1    | 3  | 4   |
| 9  | 3 de julho de 1966      | São José dos Campos | 1        | x | 1       | Paulista Primeira Divisão      | 1    | 4  | 4   |
| 10 | 21 de agosto de 1966    | Taubaté             | 2        | x | 1       | Paulista Primeira Divisão      | 2    | 4  | 4   |
| 11 | 15 de fevereiro de 1967 | Taubaté             | 3        | x | 4       | Torneio do Vale                | 2    | 4  | 5   |
| 12 | 13 de março de 1967     | São José dos Campos | 3        | x | 0       | Torneio do Vale                | 3    | 4  | 5   |
| 13 | 9 de julho de 1967      | Taubaté             | 1        | x | 2       | Paulista Primeira Divisão      | 3    | 4  | 6   |
| 14 | 15 de outubro de 1967   | São José dos Campos | 1        | x | 1       | Paulista Primeira Divisão      | 3    | 5  | 6   |
| 15 | 13 de julho de 1975     | Taubaté             | 1        | x | 1       | Amistoso                       | 3    | 6  | 6   |
| 16 | 13 de março de 1976     | Taubaté             | 1        | x | 2       | Amistoso                       | 3    | 6  | 7   |
| 17 | 25 de julho de 1976     | São José dos Campos | 1        | x | 0       | Paulista Segunda Divisão       | 4    | 6  | 7   |
| 18 | 17 de outubro de 1976   | Taubaté             | 1        | x | 0       | Paulista Segunda Divisão       | 5    | 6  | 7   |
| 19 | 8 de maio de 1977       | Taubaté             | 1        | x | 0       | Paulista Divisão Intermediaria | 6    | 6  | 7   |
| 20 | 10 de julho de 1977     | São José dos Campos | 1        | x | 0       | Paulista Divisão Intermediaria | 7    | 6  | 7   |
| 21 | 23 de abril de 1978     | Taubaté             | 0        | x | 0       | Paulista Divisão Intermediaria | 7    | 7  | 7   |
| 22 | 25 de junho de 1978     | São José dos Campos | 0        | x | 0       | Paulista Divisão Intermediaria | 7    | 8  | 7   |
| 23 | 23 de julho de 1978     | Taubaté             | 0        | x | 1       | Paulista Divisão Intermediaria | 7    | 8  | 8   |
| 24 | 27 de agosto de 1978    | São José dos Campos | 0        | x | 0       | Paulista Divisão Intermediaria | 7    | 9  | 8   |
| 25 | 18 de março de 1979     | São José dos Campos | 1        | x | 1       | Amistoso                       | 7    | 10 | 8   |
| 26 | 25 de março de 1979     | Taubaté             | 1        | x | 0       | Amistoso                       | 8    | 10 | 8   |
| 27 | 11 de julho de 1979     | Taubaté             | 2        | x | 0       | Paulista Segunda Divisão       | 9    | 10 | 8   |
| 28 | 9 de setembro de 1979   | São José dos Campos | 0        | x | 0       | Paulista Segunda Divisão       | 9    | 11 | 8   |
| 29 | 23 de setembro de 1979  | São José dos Campos | 0        | x | 0       | Troféu Imprensa                | 9    | 12 | 8   |
| 30 | 18 de novembro de 1979  | Taubaté             | 0        | x | 0       | Paulista Segunda Divisão       | 9    | 13 | 8   |
| 31 | 29 de novembro de 1979  | São José dos Campos | 1        | x | 2       | Paulista Segunda Divisão       | 9    | 13 | 9   |
| 32 | 1 de fevereiro de 1981  | São José dos Campos | 2        | x | 0       | Taça de Bronze                 | 10   | 13 | 9   |
| 33 | 8 de fevereiro de 1981  | Taubaté             | 0        | x | 2       | Taça de Bronze                 | 10   | 13 | 10  |
| 33 | 11 de março de 1981     | Bragança Paulista   | 0        | x | 0       | Tornei Nabi Abi Chedid         | 10   | 13 | 10  |
| 34 | 28 de março de 1981     | Bragança Paulista   | 1        | x | 0       | Tornei Nabi Abi Chedid         | 11   | 13 | 10  |
| 35 | 5 de julho de 1981      | São José dos Campos | 3        | x | 4       | Campeonato Paulista            | 11   | 13 | 11  |
| 36 | 18 de outubro de 1981   | Taubaté             | 1        | x | 0       | Campeonato Paulista            | 12   | 13 | 11  |
| 37 | 5 de novembro de 1982   | São José dos Campos | 0        | x | 1       | Campeonato Paulista            | 12   | 13 | 12  |
| 38 | 7 de novembro de 1982   | Taubaté             | 0        | x | 1       | Campeonato Paulista            | 12   | 13 | 13  |
| 39 | 20 de março de 1983     | Taubaté             | 2        | x | 1       | Copa Vale                      | 13   | 13 | 13  |
| 40 | 1 de maio de 1983       | São José dos Campos | 1        | x | 1       | Copa Vale                      | 13   | 14 | 13  |
| 41 | 10 de julho de 1983     | São José dos Campos | 1        | x | 0       | Campeonato Paulista            | 14   | 14 | 13  |
| 42 | 9 de outubro de 1983    | Taubaté             | 0        | x | 0       | Campeonato Paulista            | 14   | 15 | 13  |
| 43 | 1 de fevereiro de 1984  | Taubaté             | 0        | x | 0       | Copa CBF                       | 14   | 16 | 13  |
| 44 | 11 de fevereiro de 1984 | São José dos Campos | 0        | x | 0       | Copa CBF                       | 14   | 17 | 13  |
| 45 | 6 de fevereiro de 1985  | Taubaté             | 2        | x | 1       | Copa São Paulo                 | 15   | 17 | 13  |
| 46 | 16 de fevereiro de 1985 | São José dos Campos | 1        | x | 1       | Copa São Paulo                 | 15   | 18 | 13  |
| 47 | 14 de julho de 1985     | Taubaté             | 0        | x | 1       | Paulista Segunda Divisão       | 15   | 18 | 14  |
| 48 | 13 de outubro de 1985   | São José dos Campos | 1        | x | 2       | Paulista Segunda Divisão       | 15   | 18 | 15  |
| 49 | 23 de março de 1986     | São José dos Campos | 0        | x | 0       | Copa Vale                      | 15   | 19 | 15  |
| 50 | 17 de agosto de 1986    | São José dos Campos | 1        | x | 0       | Paulista Segunda Divisão       | 16   | 19 | 15  |
| 51 | 5 de outubro de 1986    | Taubaté             | 0        | x | 2       | Paulista Segunda Divisão       | 16   | 19 | 16  |
| 52 | 17 de maio de 1987      | Taubaté             | 1        | x | 0       | Paulista Segunda Divisão       | 17   | 19 | 16  |
| 53 | 5 de julho de 1987      | São José dos Campos | 0        | x | 1       | Paulista Segunda Divisão       | 17   | 19 | 17  |
| 53 | 5 de julho de 1987      | São José dos Campos | 0        | x | 1       | Paulista Segunda Divisão       | 17   | 19 | 17  |
| 54 | 31 de maio de 1989      | São José dos Campos | 2        | x | 0       | Amistoso                       | 18   | 19 | 17  |
| 55 | 6 de março de 1991      | São José dos Campos | 0        | x | 0       | Amistoso                       | 18   | 20 | 17  |
| 56 | 24 de janeiro de 1996   | Taubaté             | 2        | x | 0       | Copa Vale                      | 19   | 20 | 17  |
| 57 | 3 de outubro de 1999    | Taubaté             | 2        | x | 3       | Copa Estado de São Paulo       | 19   | 20 | 18  |
| 58 | 24 de outubro de 1999   | São José dos Campos | 1        | x | 3       | Copa Estado de São Paulo       | 19   | 20 | 19  |
| 59 | 15 de fevereiro de 2004 | São José dos Campos | 1        | x | 0       | Paulista Série A2              | 20   | 20 | 19  |
| 60 | 20 de março de 2004     | Taubaté             | 1        | x | 4       | Paulista Série A2              | 20   | 20 | 20  |
| 61 | 4 de fevereiro de 2007  | Taubaté             | 2        | x | 2       | Paulista Série A2              | 20   | 21 | 20  |
| 62 | 4 de agosto de 2011     | Taubaté             | 0        | x | 1       | Copa Paulista                  | 20   | 21 | 21  |
| 63 | 14 de setembro de 2011  | São José dos Campos | 2        | x | 1       | Copa Paulista                  | 21   | 21 | 21  |
| 64 | 15 de janeiro de 2012   | Taubaté             | 2        | x | 2       | Copa Verão do Vale do Paraíba  | 21   | 22 | 21  |
| 65 | 30 de julho de 2014     | Taubaté             | 2        | x | 1       | Copa Paulista                  | 22   | 22 | 21  |
| 66 | 3 de setembro de 2014   | São José dos Campos | 0        | x | 0       | Copa Paulista                  | 22   | 23 | 21  |
| 67 | 22 de fevereiro de 2015 | Taubaté             | 1        | x | 1       | Paulista Série A3              | 22   | 24 | 21  |
| 68 | 22 de fevereiro de 2024 | Taubaté             | 0        | x | 0       | Paulista Série A2              | 22   | 25 | 21  |
| 69 | 19 de janeiro de 2025   | São José dos Campos | 3        | x | 0       | Paulista Série A2              | 23   | 25 | 21  |
| 70 | 15 de março de 2025     | São José dos Campos | 0        | x | 0       | Paulista Série A2              | 23   | 26 | 21  |
| 71 | 19 de março de 2025     | Taubaté             | 0        | x | 1       | Paulista Série A2              | 23   | 26 | 22  |

## Futebol Feminino
O São José Esporte Clube, conhecido como São José, é uma tradicional equipe de futebol feminino da cidade de São José dos Campos, na região do Vale do Paraíba, interior do estado de São Paulo. Foi fundada em 2001 e suas cores são o azul, o amarelo e o branco. Seu auge foi em 2014, com a conquista do tricampeonato da Libertadores da América e do Mundial de Clubes (sendo o único clube brasileiro feminino a ter conquistado tal feito).
A equipe manda seus jogos no Estádio Martins Pereira, junto à equipe masculina.

### História - Futebol Feminino
O caminho do time feminino começou com uma equipe criada pela prefeitura da cidade, que tinha no início o objetivo de disputar os Jogos Abertos do Interior. Mais tarde, se fundiu ao São José Esporte Clube. O primeiro grande passo foi em 2010, quando o São José conseguiu patrocínio de uma universidade da região e chegou à primeira divisão do Campeonato Paulista.
No mesmo ano, a equipe surpreendeu e chegou na grande final contra o Santos Futebol Clube, porém ficou com o vice-campeonato. Nesse ano percebeu-se o grande futuro da instituição no futebol das mulheres. Logo em 2011, a equipe conquista o primeiro título da Libertadores da América, em uma vitória por 1 a 0 sobre o Colo-Colo  no Estádio Martins Pereira.
Com uma estrutura excelente e contando com o apoio de empresas da cidade, o time rapidamente venceu mais campeonatos. Em 2012, conquistou a Copa do Brasil e o Paulistão A1. Em 2013, venceu a Copa do Brasil e a Copa Libertadores da América. Em 2014, faturou a Tríplice Coroa, com os títulos do Paulistão A1, da Copa Libertadores da América e do Mundial de Clubes. Em 2015, venceu o Paulistão A1. Além da importância histórica desses troféus, a boa atuação da equipe aumentou a visibilidade das jogadoras, que começaram a frequentar a lista de convocadas da Seleção Brasileira.
Apesar de ainda não ter uma taça do Campeonato Brasileiro em sua sala de troféus, o São José guarda um prêmio ainda maior: a conquista do Mundial de Clubes, em 2014 (sendo a primeira e única equipe brasileira a ter conseguido tal feito). O título foi obtido através da vitória por 2 a 0 sobre o Arsenal, no estádio de Nishigaoka, em Tóquio.

### Títulos - Futebol Feminino
| Mundiais                        | Mundiais                              | Mundiais | Mundiais          |
|                                 | Competição                            | Títulos  | Temporadas        |
| ------------------------------- | ------------------------------------- | -------- | ----------------- |
|                                 | Copa do Mundo de Clubes Feminina      | 1        | 2014              |
| Continentais                    |                                       |          |                   |
|                                 | Competição                            |          |                   |
| Trofeo de Libertadores Femenina | Copa Libertadores da América Feminina | 3        | 2011, 2013 e 2014 |
| Nacionais                       |                                       |          |                   |
|                                 | Competição                            | Títulos  | Temporadas        |
|                                 | Copa do Brasil Feminina               | 2        | 2012 e 2013       |
| Estaduais                       |                                       |          |                   |
|                                 | Competição                            | Títulos  | Temporadas        |
|                                 | Campeonato Paulista Feminino          | 3        | 2012, 2014 e 2015 |

### Ranking da CBF de Futebol Feminino
- Posição: 9º
- Pontuação: 7.512

Ranking criado pela Confederação Brasileira de Futebol para pontuar todos os clubes femininos do Brasil.
(Atualizado em Dezembro de 2022)